# Listă de sculptori români
Această pagină este o listă de sculptori români notabili.

## A
- Vasile Aciobăniței
- Gheorghe Adoc
- Radu Aftenie
- Gheorghe D. Anghel
- George Apostu

## B
- Ernő Bartha
- Vladlen Babcinețchi
- Constantin Baraschi
- Iftimie Bârleanu
- Constantin Brâncuși
- Ioan Bolborea
- Grigore Bradea
- Mihai Buculei
- Pavel Bucur
- Marius Butunoiu
- Ion Buzdugan

## C
- Boris Caragea
- Dan Covătaru
- Gheorghe Coman
- Margareta Cosăceanu-Lavrillier
- Constantin Crengăniș
- Alexandru Călinescu
- Gavril Covalschi
- Florin Codre

## D
- Mircea Dăneasa
- Misha Diaconu [1][2][3]
- Ion Dimitriu-Bârlad
- Gabriela Drinceanu[4]
- Maxim Dumitraș [5]
- Darie Dup

## E
- Mihai Ecobici
- Alina Enache
- Argeș Epure

## F
- Viorel Fărcaș
- Constantin Fărîmă
- Virgil Fulicea

## G
- Ion Georgescu
- Vasile Gorduz
- Marcel Guguianu

## H
- Oscar Han

## I
- Ion Iancuț
- Octavian Ilica
- Ioan Iordănescu
- Ion Irimescu

## J
- Ion Jalea
- Dumitru Juravle

## K
- Ioana Kassargian
- Teodora Kițulescu
- Constantin Kristescu

## L
- Mihail Laurențiu
- Doina Lie
- Constantin Lucaci
- Marius Leonte

## M
- Gabriel Manole [6]
- Corneliu Medrea
- Ionel Muntean
- Ion Lucian Murnu
- Linda-Saskia Menczel

## N
- Alexandru Nancu
- Nicăpetre
- Ion Nicodim

## O
- Andrei Ostap
- Mihai Olos

## P
- Dimitrie Paciurea
- Alexandru Papuc
- Nicolae Pascu
- Dumitru Pasima
- Dimo Pavelescu
- Neculai Păduraru
- Leontin Păun
- Vlad Dan Perianu
- Romelo Pervolovici
- Marian Petre
- Constantin Popovici

## R
- Silvia Radu
- Victor Roman
- Mircea Roman
- Ioan Rusu

## S
- Liviu-Adrian Sandu [7]
- Virgil Scripcariu [8]
- Carol Storck
- Cecilia Cuțescu Storck
- Frederic Storck
- Karl Storck
- Elena Surdu-Stănescu
- Mircea Corneliu Spătaru
- Elena  Scutaru

## T
- Florin Tănăsescu
- Gheorghe Terescenco
- Hans Mattis-Teutsch
- Gheorghe Turcu
- Iuliana Turcu

## V
- Géza Vida
- Aurel I. Vlad

## Z
- Gheorghe Zărnescu